# Relais masculin de ski de fond aux Jeux olympiques de 2022
Navigation
Pyeongchang 2018 Cortina 2026
Le relais 4 x 10 kilomètres de ski de fond aux Jeux olympiques de 2022 a lieu le 13 février 2022.

## Médaillés
| Or                       | Argent                           | Bronze                     |
| ROC - Sergueï Oustiougov | Norvège - Johannes Høsflot Klæbo | France - Maurice Manificat |

## Résultats
| Rang                                | Dossard | Athlètes                                                                           | Temps                                                                     | Retard          |
| ----------------------------------- | ------- | ---------------------------------------------------------------------------------- | ------------------------------------------------------------------------- | --------------- |
| Médaille d'or, Jeux olympiques      | 1       | ROC Alexey Chervotkin Aleksandr Bolshunov Denis Spitsov Sergueï Oustiougov         | 1 h 54 min 50 s 7 30 min 14 s 7 29 min 32 s 0 27 min 22 s 6 27 min 41 s 4 | –               |
| Médaille d'argent, Jeux olympiques  | 2       | Norvège Emil Iversen Pål Golberg Hans Christer Holund Johannes Høsflot Klæbo       | 1 h 55 min 57 s 9 30 min 49 s 1 29 min 57 s 1 27 min 08 s 0 28 min 03 s 7 | + 1 min 07 s 2  |
| Médaille de bronze, Jeux olympiques | 7       | France Richard Jouve Hugo Lapalus Clément Parisse Maurice Manificat                | 1 h 56 min 07 s 1 31 min 04 s 9 29 min 51 s 5 27 min 02 s 1 28 min 08 s 6 | + 1 min 16 s 4  |
| 4                                   | 4       | Suède Oskar Svensson William Poromaa Jens Burman Johan Häggström                   | 1 h 57 min 00 s 4 31 min 16 s 0 29 min 30 s 4 27 min 08 s 3 29 min 05 s 7 | + 2 min 09 s 7  |
| 5                                   | 7       | Allemagne Janosch Brugger Friedrich Moch Florian Notz Lucas Bögl                   | 1 h 57 min 46 s 5 30 min 28 s 2 30 min 18 s 5 28 min 08 s 1 28 min 41 s 7 | + 2 min 55 s 8  |
| 6                                   | 6       | Finlande Ristomatti Hakola Iivo Niskanen Perttu Hyvärinen Joni Mäki                | 1 h 59 min 28 s 6 32 min 02 s 2 28 min 53 s 9 29 min 08 s 8 29 min 23 s 7 | + 4 min 37 s 9  |
| 7                                   | 5       | Suisse Dario Cologna Jonas Baumann Candide Pralong Roman Furger                    | 2 h 00 min 13 s 3 31 min 12 s 1 30 min 51 s 9 28 min 32 s 8 29 min 36 s 5 | + 5 min 22 s 6  |
| 8                                   | 14      | Italie Federico Pellegrino Francesco De Fabiani Giandomenico Salvadori Davide Graz | 2 h 00 min 16 s 6 32 min 53 s 7 30 min 38 s 8 29 min 05 s 8 29 min 39 s 9 | + 5 min 25 s 9  |
| 9                                   | 8       | États-Unis Luke Jager Scott Patterson Gus Schumacher Kevin Bolger                  | 2 h 02 min 56 s 3 32 min 53 s 7 31 min 16 s 2 29 min 03 s 4 29 min 43 s 0 | + 8 min 05 s 6  |
| 10                                  | 9       | Japon Ryo Hirose Hiroyuki Miyazawa Naoto Baba Haruki Yamashita                     | 2 h 03 min 01 s 5 31 min 13 s 0 32 min 49 s 4 28 min 50 s 1 30 min 09 s 0 | + 8 min 10 s 8  |
| 11                                  | 10      | Canada Graham Ritchie Antoine Cyr Olivier Léveillé Rémi Drolet                     | 2 h 04 min 01 s 1 32 min 57 s 3 31 min 51 s 6 29 min 05 s 0 30 min 07 s 2 | + 9 min 10 s 4  |
| 12                                  | 11      | République tchèque Adam Fellner Michal Novák Petr Knop Jan Pechoušek               | 2 h 04 min 57 s 8 31 min 48 s 8 31 min 58 s 1 29 min 06 s 0 32 min 04 s 9 | + 10 min 07 s 1 |
| 13                                  | 13      | Chine Shang Jincai Liu Rongsheng Wang Qiang Chen Degen                             | LAP 32 min 26 s 3 32 min 24 s 9 29 min 45 s 3 LAP                         |                 |
| 14                                  | 15      | Slovénie Miha Šimenc MMiha Ličef Vili Črv Janez Lampič                             | LAP 31 min 11 s 5 33 min 19 s 2 29 min 47 s 9 LAP                         |                 |
| 15                                  | 12      | Estonie Marko Kilp Alvar Johannes Alev Martin Himma Henri Roos                     | LAP 34 min 09 s 6 31 min 52 s 3 LAP                                       |                 |